# ترولز کورشت
ترولز کورشت (انگلیسی: Truls Korsæth؛ زادهٔ ۱۶ سپتامبر ۱۹۹۳) دوچرخه‌سوار اهل نروژ است.
از باشگاه‌هایی که در آن بازی کرده‌است می‌توان به تیم آستانه اشاره کرد.